# エンカウンター (防護巡洋艦)
| 写真は「エンカウンター」。 | |
| 艦歴                       | |
| 発注                       | デヴォンポート造船所 |
| 起工                       | 1901年1月28日 |
| 進水                       | 1902年6月18日 |
| 就役                       | 1905年11月21日 |
| 除籍                       | 1929年除籍後、1932年9月に解体処分。 |
| その後                     | 1912年7月からオーストラリア海軍に移籍。 |
| 性能諸元                   | |
| 排水量                     | 常備：-トン 満載：5,880トン |
| 全長                       | 113.0m -m(水線長) |
| 全幅                       | 16.5m |
| 吃水                       | 6.3m |
| 機関                       | Duerr式石炭・重油混焼水管缶10基 +三段膨張式四気筒レシプロ機関2基2軸推進 |
| 最大 出力                  | 12,700～13,000hp |
| 最大 速力                  | 20.0～21.0ノット |
| 航続 距離                  | 10ノット/5,500海里 |
| 燃料                       | 石炭：600トン（常備）、1,100トン（満載） |
| 乗員                       | 460名 |
| 兵装                       | アームストロング 1892年型 15.2cm（40口径）単装速射砲11基 アームストロング 12ポンド：7.62cm（40口径）単装速射砲9基 オチキス 4.7cm（43口径）単装機砲1基 口径不明機銃3丁 45.7cm水中魚雷発射管単装2基 |
| 装甲                       | 舷側：-mm 主甲板：50mm（平坦部）、75mm（傾斜部）、127mm（機関区上面） 主砲防盾：76mm（前盾・側盾） 司令塔：152mm（側盾）                                                                          |

エンカウンター (HMAS Encounter) は、イギリス海軍が建造したハイフライヤー級防護巡洋艦の1隻で、竣工後にオーストラリア海軍で移籍し、運用された艦である。

## 概要
全世界的に植民地を持つイギリスは植民地の利権を守るために各地に戦力を配置する必要性があり、本艦もその整備計画に基づいて建造された艦である。しかし、いかに強大なイギリス帝国と言えども、平時に数多くの巡洋艦を維持する費用とコストは並大抵の物ではなく、そのために植民地側に軍艦を移籍させる事で、植民地側には行動のフリーハンドを、本国には維持費の軽減となるわけである。

## 艦形

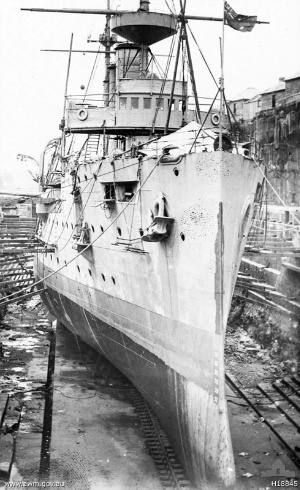
ドック内で艦首から撮られた本艦。

本艦の船体形状は水面から甲板までの乾舷の高い長船首楼型船体を採用している。水面下に衝角を持つ艦首から前部甲板上に主砲の「アームストロング 1892年型 15.2cm（40口径）速射砲」を防盾の付いた単装砲架で1基を配置、下部に司令塔を組み込み、両側に船橋を持つ操舵構造の背後には頂上部と中段に二段の見張り所を持つ前部マストが1基立つ。艦橋構造の背後から等間隔に並んだ3本煙突が立ち、周囲には煙管型の通風筒が立ち並び、外側は艦載艇置き場となっており、舷側に2本で1組とするボート・ダビッドが片舷3組の計6組で運用された。3番煙突から後ろは艦尾甲板で二段の見張り所を持つ後部マスト、後ろ向きに15.2ｃｍ主砲1基が配置された。舷側甲板上には等間隔に防盾の付いた15.2cm速射砲が単装砲架で片舷4基ずつ配置されており。15.2cm砲に挟まれるように「12ポンド：7.62cm（40口径）速射砲」が片舷3基ずつ配置され、残り3基は艦尾に配置された。艦尾水面下には中央に大型の一枚舵を挟むように片舷1軸ずつ計2軸にスクリュープロペラが付いていた。

## 主砲、その他備砲

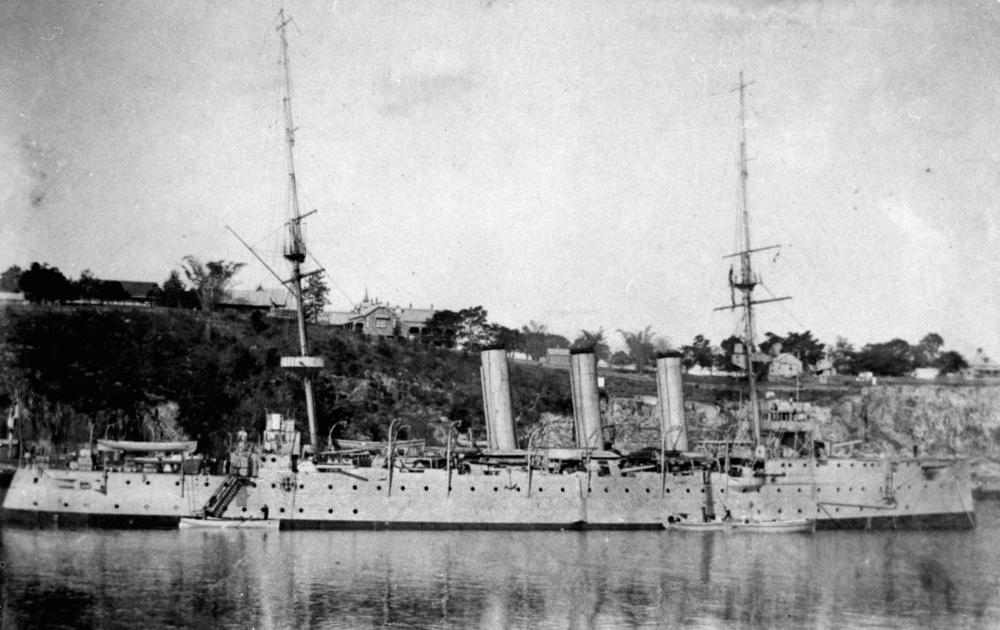
右舷から撮られた本艦。

本艦の主砲は「アームストロング 1892年型 15.2cm（40口径）速射砲」を採用した。その性能は重量45.36kgの主砲弾を仰角15度で9,140mまで届かせられるこの砲を防盾の付いた単装砲架で装備した。砲架の旋回は300度の旋回角度を持ち、俯仰角度は仰角15度・俯角3度で発射速度は毎分5～7発である。
対水雷艇用に「アームストロング 1894年型 12ポンド：7.62cm（40口径）速射砲」を採用した。その性能は重量5.87kgの砲弾を仰角40度で10,740mまで届かせられるこの砲を防盾の付いた単装砲架で装備した。砲架の旋回角度は360度の旋回角度を持っていたが、実際は上部構造物により制限があった。俯仰角度は仰角70度・俯角10度で発射速度は毎分15発である。
他に近接攻撃用にフランスはオチキス社のライセンス生産品である「オチキス 4.7cm（43口径）単装機砲」を1基、対艦攻撃量に45.7cm魚雷発射管を艦首と艦尾の水線部に1基ずつ配置した。

## 艦歴
本艦は1912年7月にオーストラリア海軍に移籍後、1914年から1915年にかけて太平洋の哨戒任務に就いた。1915年から1916年にかけて東洋艦隊に配備され、中国沖で哨戒任務に就いた。1923年5月に「ペンギン（HMAS.Penguin）」に改名。
1929年10月に除籍後、1932年9月にかけて解体された。

## 参考図書
- 「Conway All The World's Fightingships 1906–1921」（Conway）
- 「世界の艦船増刊第46集　イギリス巡洋艦史」（海人社）